# 孙升 (宋朝)
孙升，字君孚，北宋高邮（今江苏省高邮市）人。
宋英宗治平二年进士，官至签书泰州判官。宋哲宗元祐初年，为监察御史。朝廷更法度，孙升多所建策。将苏轼比作王安石，说他德业器识不足，不可使辅佐朝政，时论讥讽他失言。升任侍御史、中书舍人。官至天章阁待制知应天府。绍圣初年，因事被劾，削职，出任房州、归州；贬水部员外郎、再贬果州团练副使，汀州安置，六十二岁时去世。著有《孙公谈圃》。